# Mistrzostwa Świata w Piłce Nożnej 2010 (eliminacje strefy AFC)/Grupa 3
W Grupie 3 eliminacji do MŚ 2010 biorą udział następujące zespoły:
- Korea Południowa
- Korea Północna
- Jordania
- Turkmenistan

## Tabela
| Miejsce | Drużyna          | Mecze | Punkty | Zwyc. | Rem. | Por. | Bramki |
| ------- | ---------------- | ----- | ------ | ----- | ---- | ---- | ------ |
| 1       | Korea Południowa | 6     | 12     | 3     | 3    | 0    | 10-3   |
| 2       | Korea Północna   | 6     | 12     | 3     | 3    | 0    | 4-0    |
| 3       | Jordania         | 6     | 7      | 2     | 1    | 3    | 6-6    |
| 4       | Turkmenistan     | 6     | 1      | 0     | 1    | 5    | 1-12   |

## Wyniki
| 6 lutego 2008 | Jordania | 0-1(0-1) | Korea Północna · Hong 44' | Amman International Stadium, Amman Widzów: 16 tys. Sędzia: Shamsuzzaman |
|               |          |          |                           |                                                                         |

| 6 lutego 2008 | Korea Południowa · Kwak Tae-hee 43' · Seol Ki-hyeon 57' 83' · Park 70' | 4-0(1-0) | Turkmenistan | Seul World Cup Stadium, Seul Widzów: 25 738 Sędzia: Karim |
|               |                                                                        |          |              |                                                           |

| 26 marca 2008 | Korea Północna | 0-0(0-0) | Korea Południowa | Hongkou Stadium, Szanghaj Widzów: 20 tys. Sędzia: Al Fadhli |
|               |                |          |                  |                                                             |

| 26 marca 2008 | Turkmenistan | 0-2(0-1) | Jordania · Albzoor 33' · Bawab 86' | Stadion Olimpijski, Aszchabad Widzów: 20 tys. Sędzia: Tongkhan |
|               |              |          |                                    |                                                                |

| 2 czerwca 2008 | Turkmenistan | 0-0(0-0) | Korea Północna | Stadion Olimpijski, Aszchabad Widzów: 20 tys. Sędzia: Al Ghamdi |
|                |              |          |                |                                                                 |

| 2 czerwca 2008 | Korea Południowa · Park Ji-sung 39' · Park Chu-young 48' (k) | 2-2(1-0) | Jordania · Mahmoud 73' 80' | Seul World Cup Stadium, Seul Widzów: 50 tys. Sędzia: Shield |
|                |                                                              |          |                            |                                                             |

| 7 czerwca 2008 | Jordania | 0-1(0-1) | Korea Południowa · Park 22' (k) | Stadion Króla Abdullaha, Amman Widzów: 8 tys. Sędzia: Moradi |
|                |          |          |                                 |                                                              |

| 7 czerwca 2008 | Korea Północna · Choe 72' | 1-0(0-0) | Turkmenistan | Yanggakdo Stadium, Pjongjang Widzów: 25 tys. Sędzia: Najm |
|                |                           |          |              |                                                           |

| 14 czerwca 2008 | Korea Północna · Hong 44' 72' | 2-0(1-0) | Jordania | Yanggakdo Stadium, Pjongjang Widzów: 25 tys. Sędzia: Najm |
|                 |                               |          |          |                                                           |

| 14 czerwca 2008 | Turkmenistan · Ovekov 81k' | 1-3(0-1) | Korea Południowa · Cho Won-hee 14' · Kim Do-heon 85' 88k' | Stadion Olimpijski, Aszchabad Widzów: 11 tys. Sędzia: Takayama |
|                 |                            |          |                                                           |                                                                |

| 22 czerwca 2008 | Jordania · Mahmoud 66' 67' | 2-0(0-0) | Turkmenistan | Amman International Stadium, Amman Sędzia: Williams |
|                 |                            |          |              |                                                     |

| 22 czerwca 2008 | Korea Południowa | 0-0(0-0) | Korea Północna | Seul World Cup Stadium, Seul Sędzia: Salleh |
|                 |                  |          |                |                                             |